# 坎宫救熄会旧址
坎宫救熄会旧址位于中国江苏省无锡市梁溪区南长街西侧476号（原镇塘弄3号），为成立于同治五年（1866年）的民间消防组织坎宫救熄会所在地，因坎在八卦中代表水而得名。现存两层建筑两栋，占地面积约270平方米，檐下存有旧时救熄会的塑雕标志，今为反映无锡地方消防队发展历程并展示救火器具（如水龙、水桶、水枪、斧头）及使用方法的无锡消防博物馆，馆藏消防文物100余件。